# Die Gärten Eden
Die Gärten Eden (Originaltitel: I giardini dell’Eden) ist ein italienischer Spielfilm aus dem Jahr 1998.

## Handlung
1947 werden am Toten Meer alte Schriftrollen gefunden. Die Schriftrollen geben neue Erkenntnisse über das frühe Leben Jesu von Nazaret und über die Anfänge des Christentums. Die damaligen Lebensverhältnisse werden für die Forscher nun klarer. In Rückblenden erzählt der Film dann die Kindheit und Jugend Jesu nach.
Jesus wird von seinem Vater Josef mit der Heiligen Schrift vertraut gemacht. Die Regeln, die er lernt, werden jedoch von der Wirklichkeit widerlegt. Als eine jüdische Frau gesteinigt wird, da sie von einem Römer vergewaltigt und daraufhin von ihrem Mann wegen Ehebruchs verstoßen worden ist, bekommen seine Zweifel Nahrung. Die Nächstenliebe wird für ihn wichtiger als die Befolgung von Regeln. Nach dem Tode seines Vaters Josef macht Jesus sich auf nach Jerusalem. Auf seiner Reise durch Israel erfährt er von den Problemen der Menschen, die von der römischen Besatzung unterdrückt werden und in bitterer Armut leben. Die Botschaft Gottes kann er in dieser zerrissenen Gesellschaft nicht entdecken. Er trifft auf Menschen, die am Widerstand gegen die Römer arbeiten, doch auch ihnen mag er sich nicht anschließen. Schließlich folgt er den Essenern in das abgeschiedene Kloster von Qumran. Doch auch der Extremismus der Essener stößt ihn eher ab. Als er schließlich Johannes den Täufer trifft, kann Jesus seine wahre Berufung bewusst wahrnehmen. Nach der Ermordung des Johannes beginnt Jesus öffentlich zu wirken. Am See Genezareth trifft er auf Simon Petrus und seinen Bruder Andreas. Die beiden Fischer schließen sich ihm als Jünger an.

## Hintergrund
Der Film wurde in Marokko gedreht und erlebte seine Uraufführung 1998 beim Internationalen Filmfestival von Venedig, wo er im offiziellen Wettbewerb lief. In Deutschland lief der Film nicht in den Kinos und erlebte seine Erstaufführung erst am 29. Mai 2007 auf 3sat.

## Kritiken
„Der Film beruft sich nicht auf das Neue Testament, sondern zeigt einen jungen Menschen auf Sinnsuche, der die Begriffe Nächstenliebe, Gerechtigkeit und Reinheit des Herzens mit Leben erfüllen will. Ohne Anspruch auf biografische Genauigkeit will er die menschliche Dimension des Jesus erfahrbar machen und spiegelt die gesellschaftlichen und politischen Umstände der damaligen Zeit, ohne aus ihnen die Ursachen für das Wirken Jesu abzuleiten.“

## Auszeichnungen
1998 wurde Kim Rossi Stuart bei den Internationalen Filmfestspielen von Venedig für sein Schauspiel mit dem Pasinetti Preis ausgezeichnet. Regisseur Alessandro D’Alatri erhielt den Sergio Trasatti Preis.
1999 erhielt die Filmeditorin Cecilia Zanuso von den italienischen Filmkritikern den Preis für den besten Schnitt.